# Metromaterieel M1/M2/M3
De series M1, M2 en M3 van de Amsterdamse metro met de wagennummers 1-44 zijn gebouwd door de Duitse fabrikant Linke-Hofmann-Busch (LHB) in Salzgitter. Serie M1 is in 1980, met behoud van de nummers, herbouwd tot M3 -waarmee de serie M1 niet meer bestond.
Aanvankelijk dacht men aan een volledig automatisch metrobedrijf, dus zonder bestuurder. Wel zou er op elke trein een wagenbegeleider aanwezig moeten zijn, onder meer voor het openen en sluiten van de deuren en voor toezicht. Later zag men toch van dit plan af en kwamen er wel gewoon bestuurders.
In 1972 dacht men nog aan de aanschaf van 85 treinstellen: 4 voor het proefbedrijf, 46 voor het baangedeelte Weesperplein – Bijlmermeer en 35 voor de verlenging naar het Centraal Station. Indien de voorlopige aansluiting van de Amstelveenlijn via de Oostlijn tot stand zou komen, zouden er nog eens 40 volgen, waarmee het totale aantal dan op 125 treinstellen zou uitkomen. Uiteindelijk werd - door het niet doorgaan van de aansluiting op de Amstelveenlijn en het schrappen van de geplande 6-minutenfrequentie per tak - de bestelling teruggebracht tot 37 stuks, in 1980 gevolgd door nog eens 7.
De drie deelseries (1-4; 5-37 en 38-44) zijn een variant op het materieel dat door LHB eerder voor Hamburg en München gebouwd werd. De stellen 1-4 werden geleverd in 1973 als proefstellen (serie M1) voor een testbedrijf. De stellen 5-37 (serie M2) werden geleverd in 1976 en 1977 en de 38-44 en de (tweede) 1-4 (serie M3) in 1980.

## Bijzonderheden
De stellen worden onder belangstellenden ook wel Zilvermeeuwen of LHB's genoemd. Een minder eerbiedige bijnaam was containers of koekblikken. Dit zijn treinstellen bestaande uit twee vierassige rijtuigen van 18,36 meter lang en 3,00 meter breed in inox-bouwwijze. De stroomafname geschiedt via de derde rail, al beschikken zij ook over een kleine pantograaf op het dak voor gebruik in de werkplaats. Oorspronkelijk had men de gedachte de bankjes achter elkaar te plaatsten aan de ene zijde in de ene richting en aan de andere zijde in de andere richting. Later zag men daar toch maar van af en werden de bankjes dos-à-dos geplaatst. De bankjes waren bekleed met donkerblauw kunstleer. Tussen de bankjes werden aan de wand prullenbakjes geplaatst.
Er konden maximaal vier stellen gekoppeld worden. Zij werden aangeschaft voor de verbinding tussen Centraal Station en Zuidoost (thans lijnen 53 en 54). De perrons van deze lijnen hebben een lengte van 150 meter. Sinds 2000 reden zij ook op Ringlijn 50. Daar was het aantal gekoppelde stellen beperkt tot drie, vanwege de kortere perrons langs deze lijn.

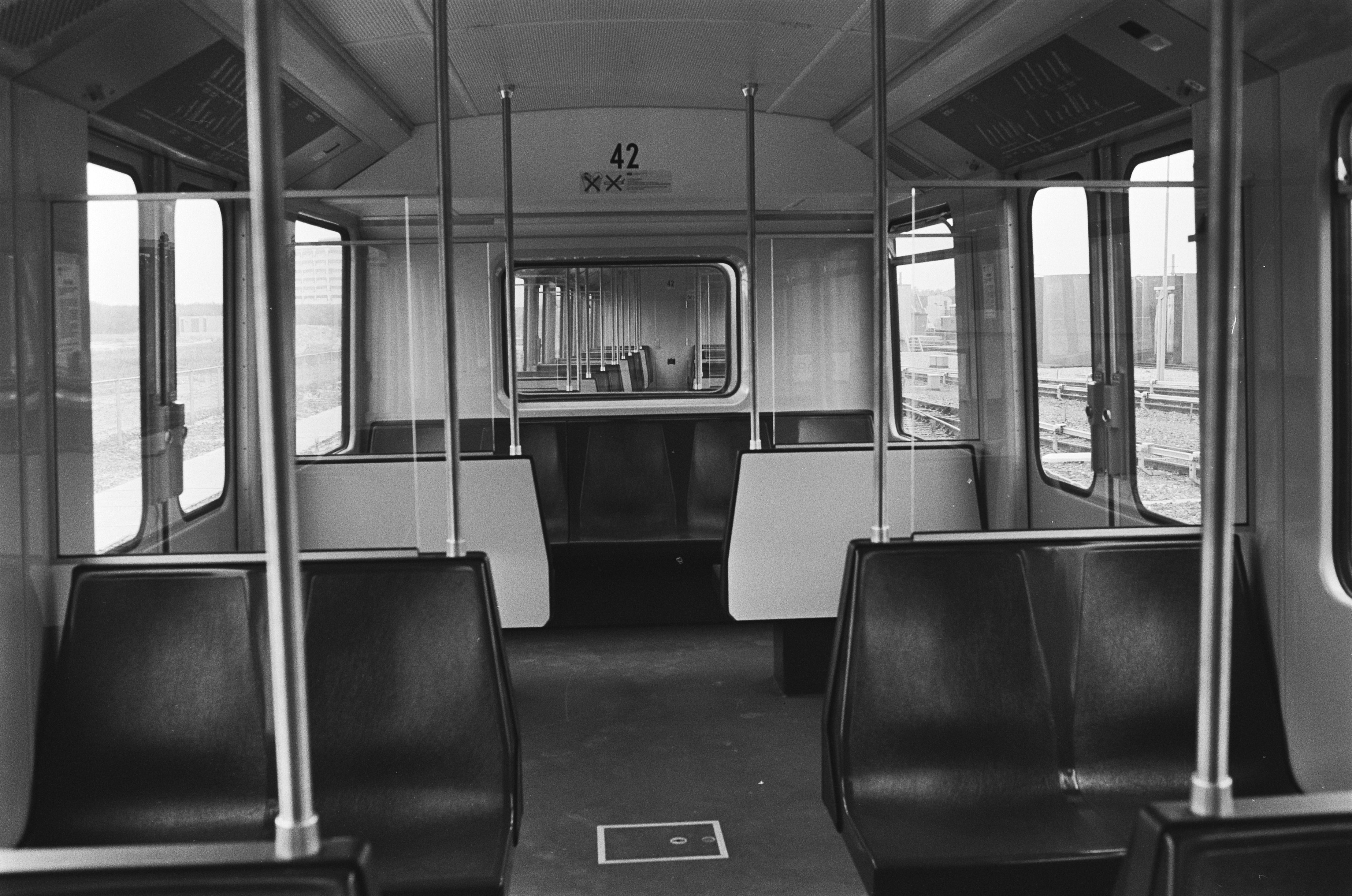
interieur metrostel 42 uit 1980, duidelijk te zien zijn de harde banken en het doorkijkruit tussen de bakken die de voorgaande stellen nog niet hadden

De metrostellen werden per spoor vanuit de fabriek in Duitsland naar Amsterdam gebracht. De treinstellen 1-4 uit 1973 waren de prototypes M1 en hadden een dak van kunststof in plaats van staal - en waren daarmee niet geschikt voor het dragen van een pantograaf. Er was een plan om de metro tussen het Amstelstation en Centraalstation via de NS-lijn te laten rijden, waarvoor zij mogelijk een pantograaf zouden krijgen. De prototypes zouden dan na opening van de Oostlijn verkocht moeten worden of als dat niet lukte worden gesloopt. Het GVB wilde in 1978 15 nieuwe metrostellen (38-52) bestellen en de 1-4 verkopen. De gemeenteraad gaf echter maar toestemming voor 7 nieuwe stellen (38-44) en verplichtte het GVB de 1-4 te laten verbouwen en ze gelijk te maken aan de andere metrostellen. Feitelijk kwam dat neer op nieuwbouw, maar veel materialen zijn echter toch hergebruikt om (in 1980) de vier nieuwe stellen (met identieke nummers) te bouwen. De series M1, M2 en M3 verschilden optisch en technisch weinig van elkaar. Het duidelijkst zichtbare verschil was dat de cabinedeuren van M3 aan de onderkant afgeronde hoeken hebben, waar deze bij M2 een rechte onderkant hebben. Ook waren ze voorzien van richtingfilms in plaats van richtingklapjes. Verder hadden ze doorkijkruiten tussen de bakken.
In 1981 deed het GVB een voorstel voor uitbreiding met 4 stellen (45-48), maar dat werd niet goedgekeurd door het ministerie. In 1987 deed de leiding van het metrobedrijf nog een verzoek tot uitbreiding met 8 stellen (45-52) om het toegenomen vervoer op met name de Geinlijn (lijn 54) te kunnen opvangen en daar met 4-wagentreinen te kunnen rijden. Het GVB was hier echter huiverig voor, omdat het in de toekomst in de bedoeling lag de metrorijtuigen te vervangen door de smallere sneltramrijtuigen. Ook de wethouder Michael van der Vlis ging niet akkoord en het GVB gaf het metrobedrijf opdracht efficiënter te werken met kortere keringen en slipbestuurders - wat uiteindelijk niet gebeurde, zodat de Geinlijn dus geen 4-wagentreinen kreeg.

## Incidenten

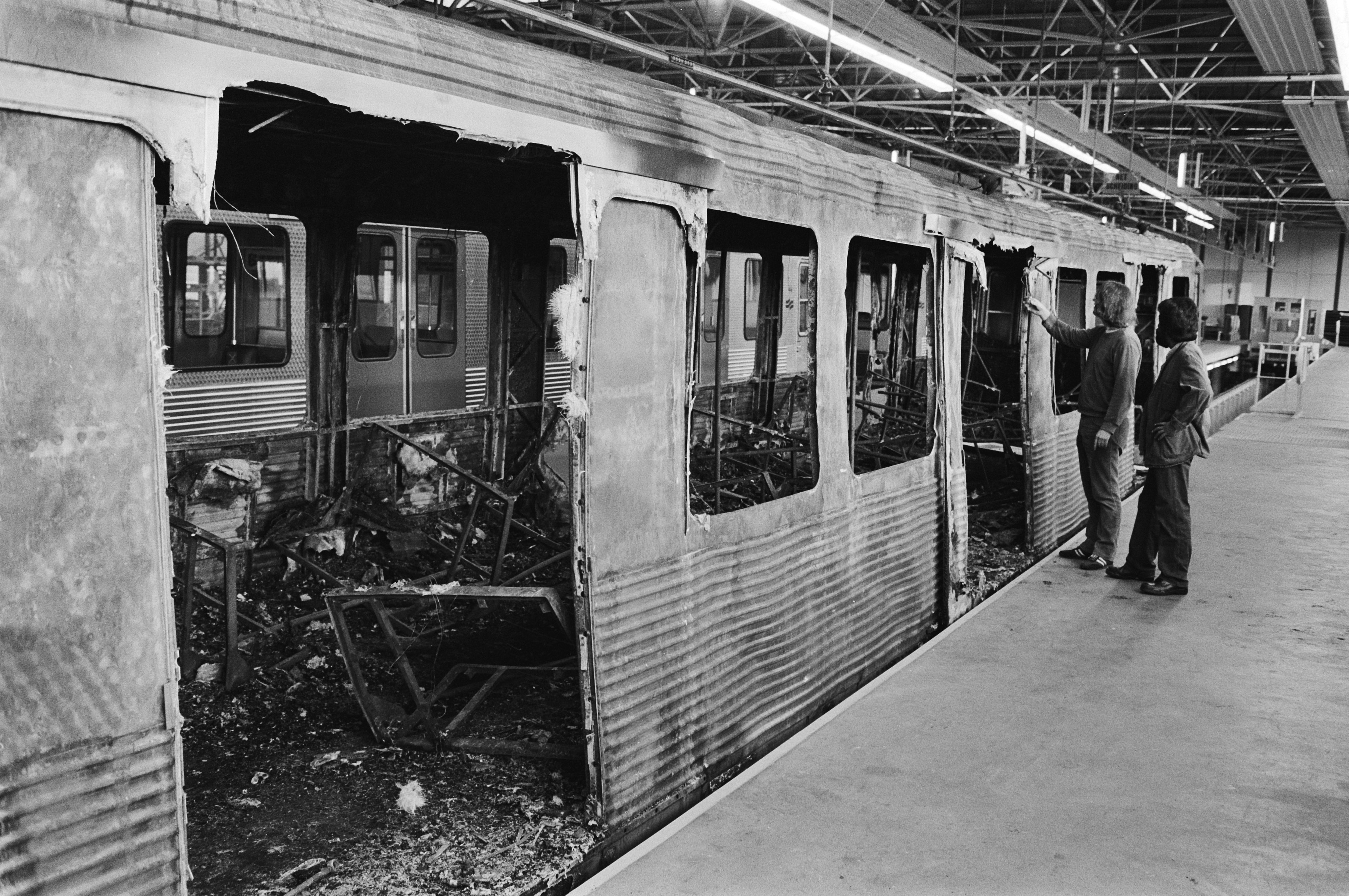
uitgebrande bak van metrostel 18 in januari 1983

Van metrostel 18 werd in januari 1983 op station Gein een bak volledig door brand verwoest. Hiervoor werd door LHB een nieuwe bak gebouwd, waarna het stel in 1985 weer in dienst kwam.
In april 2008 was een derde van de treinstellen van dit type, waarvan de meeste al 32 jaar in dienst waren, niet meer inzetbaar omdat er reserve-onderdelen niet meer leverbaar waren. Mede daarom wilde men zo spoedig mogelijk nieuwe metrotreinen van het type M5 bestellen.
Op 7 april 2008 vond er een ontsporing plaats op de wissels voor het Centraal Station, waarbij metrostel 11 in de tunnel dwars over de wisselstraat kwam te staan. Herstel van de infrastructuur duurde twee dagen. Stel 11 liep flinke schade op en diende daarna als plukstel op een achterafspoortje nabij de werkplaats in Diemen-Zuid.
Op 20 februari 2010 was er een aanrijding in station Wibautstraat, waarbij er 31 gewonden vielen. Van de betrokken metrostellen 6 en 32 liep met name stel 6 aanzienlijke schade op; dit stel kwam niet meer in dienst. Stel 32 is tussen 22 september en 10 november 2010 hersteld bij de firma Castricum Repair te Winkel en werd weer in dienst gesteld.

## Wijzigingen
Het ding dong signaal bij het sluiten van de deuren was in de begintijd veel te hard en na klachten van de bewoners van de dichtstbijzijnde flats werd het volume aanzienlijk gereduceerd. Die flats waren destijds in de meeste gevallen nog een flink stuk verwijderd van de toen in gebruik genomen metrostations.
Nadat van metrostel 18 in 1983 op station Gein een bak volledig uitbrandde werden, na een proef in metrostel 22, alle stellen voorzien van harde donkerblauwe kunststof bankjes. Ook kwamen er bij de 5-37 doorkijkruiten tussen de bakken die de 1-4 en 38-44 al hadden. Voorts werden de prullenbakken verwijderd, deze werden massaal gebruikt waarvoor ze niet bestemd waren en gebruikt als asbak of bergplaats voor drugs. In de jaren tachtig werden de kopcompartimenten, met name in de middaguren en avond, massaal gebruikt door drugsgebruikers en waren voor de gewone passagiers eigenlijk niet beschikbaar gezien de smeerboel die de gebruikers achterlieten. 

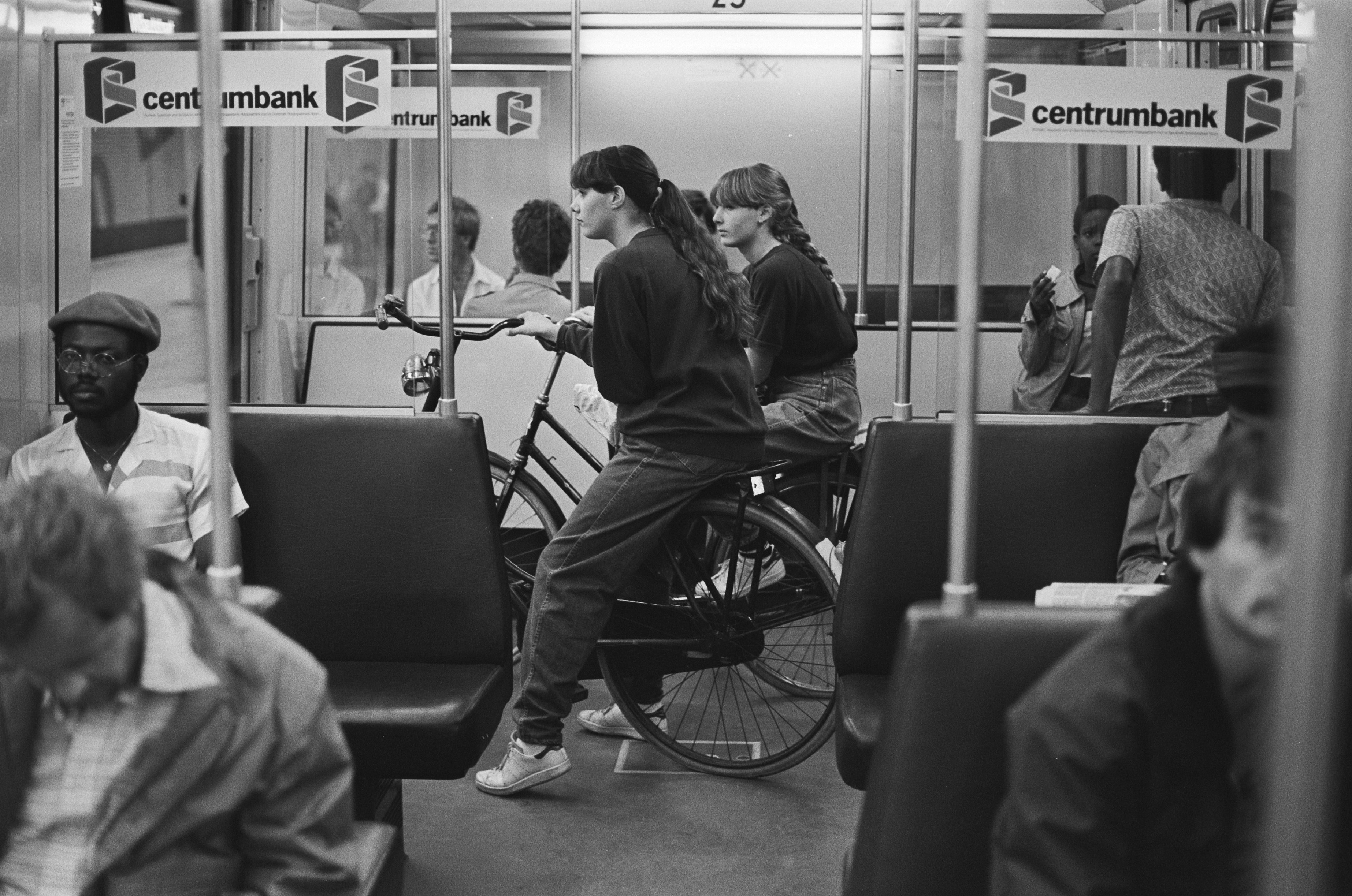
Metrostel in 1980 waarbij nog geen bankjes voor fietsvervoer waren verwijderd, ook was er nog geen doorkijkruit

Ook werden in één bak achterin een viertal bankjes verwijderd waardoor ruimte ontstond voor vervoer van fietsen. Er verschenen echter geen fietsrekken maar stangen waartegen men zijn fiets kon plaatsen.
In het kader van het evenement Amsterdam Culturele Hoofdstad 1987 stond de helft van metrostel 44 als "kunstobject" in de tuin van het Stedelijk Museum. Diezelfde zomer werd de helft van metrostel 25 voorzien van tv-schermen, waarbij op het ondergrondse traject het bovengrondse traject er boven werd vertoond. Voorts werd in die helft het interieur verwijderd en vervangen door een kunstobject van karton.
Sinds eind jaren tachtig was graffiti een groot probleem. Vrijwel alle stellen zaten er volledig onder waarbij soms ook de ramen geheel waren dichtgeschilderd. Reiniging vond, door de milieuvergunning, slechts in beperkte mate plaats waarbij vaak alleen de ramen werden schoongemaakt. Na de komst van een nieuwe wasplaats aan de Spaklerweg begin jaren negentig, die wel aan de milieuvergunning voldeed, werd een deel van de stellen gereinigd en verschenen weer blinkend op de Gaasperplaslijn. Zij werden nu 's nachts bewaakt. Er was toen geen geld meer beschikbaar voor reiniging van de overige stellen die uitsluitend op de Geinlijn werden ingezet. Lijnaanduiding was toen overbodig voor de passagiers omdat de schone stellen op de Gaasperplas reden en de vuile stellen op de Geinlijn. Alleen op 23 mei 1993 op de openingsdag van het nieuwe station Duivendrecht door Koningin Beatrix was het omgekeerd.
Pas later was er wel geld beschikbaar voor reiniging van alle stellen. Daarna poogde men door bewaking de stellen schoon te houden en besmeurde stellen niet in de dienst te laten rijden, dit zorgde weer voor te korte treinen en treinuitval. Graffiti bleef een probleem en de spuiters bleven toch op sommige tijden onverwacht toch toeslaan, maar de stellen waren tot kort de buitendienststelling over het algemeen wel schoon. Met het oog op de afvoer werd de aangebrachte graffiti op de nog resterende stellen niet of nauwelijks meer verwijderd.

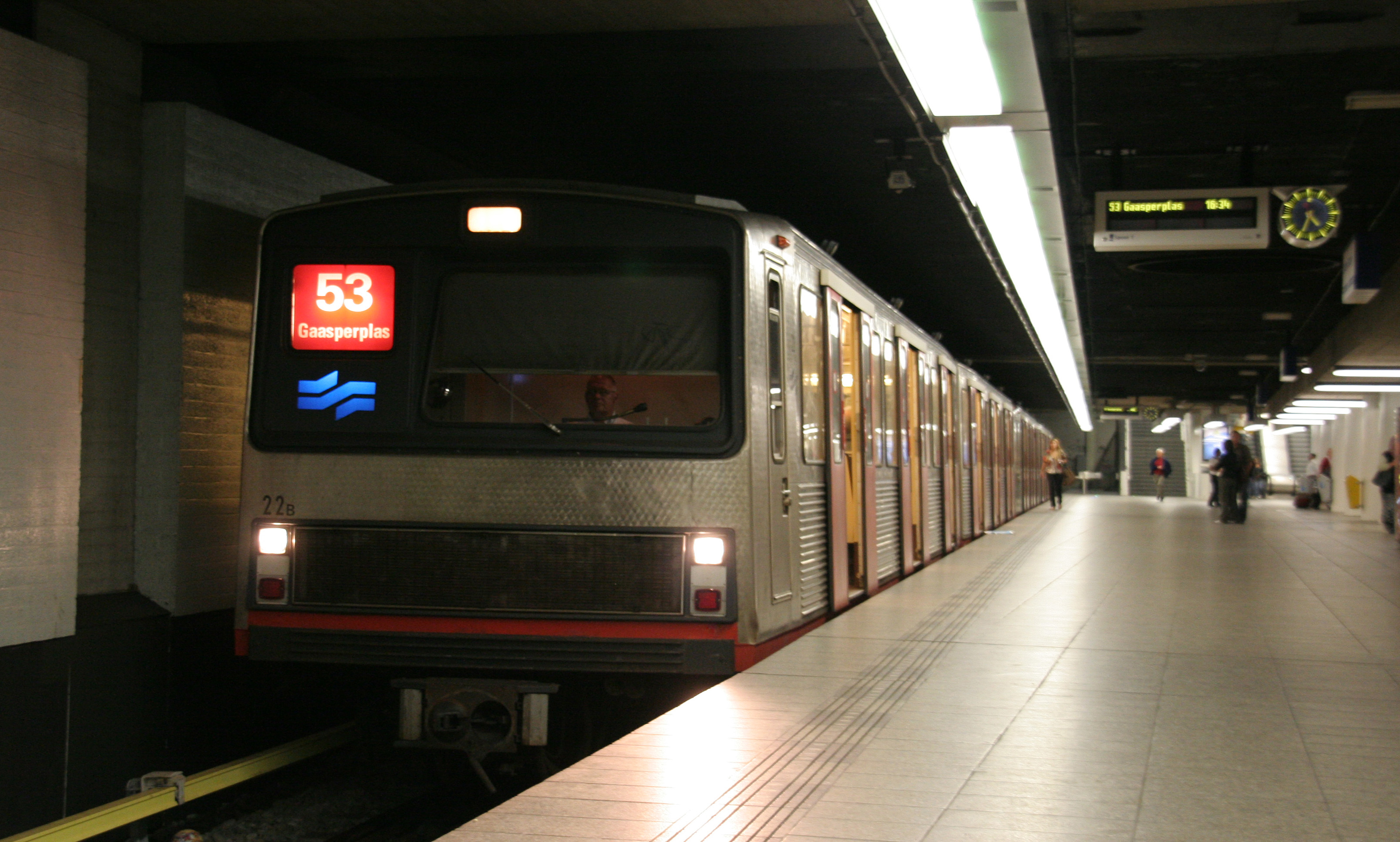
Zilvermeeuw in de oorspronkelijke huisstijl.

In 2000 kregen de stellen een nieuwe automatische lijnfilmkast op de plaats van de oude richtingfilmkast waarna de lijnnummers 53 (rood) en 54 (geel) officieel werden ingevoerd op de Gaasperplas en Geinlijn. Daarvoor werden de lijnnummers al enige tijd met borden achter de voorruit aangegeven. Ook op lijn 50 (groen) konden na het afzagen van de perronranden voortaan op de westtak (Station Zuid – Isolatorweg) Zilvermeeuwen worden ingezet. Het oude richtingfilmkastje in het midden boven de voorruit bleef ongebruikt. Door het vorken van lijn 53 en 54 op het Centraal Station bleef regelmatig bij sommige stellen de richtingfilm hangen waardoor met foutief lijnnummer werd gereden. Soms plaatste een bestuurder dan een bord met het juiste lijnnummer achter de voorruit.
De oranje deuren en onderzijde van deze treinstellen zouden vanaf 2004 blauw geverfd worden, maar na het (in verschillende motieven) overschilderen van stellen 7, 9 en 38 werd deze behandeling tijdelijk stilgelegd.
De verwarming van de stellen was jaren een probleem. Doordat de bestuurder deze niet zelf kon regelen (dat diende handmatig door een technicus te geschieden die de winterstand in zomerstand moest omzetten of omgekeerd) kwam het voor dat sommige stellen in de winter niet verwarmd waren waarbij soms zelfs ijsbloemen op de ramen stonden terwijl het in de zomer voorkwam dat van sommige stellen de verwarming volop stond te loeien bij warm weer.

### Aanpassing interieur met kunst
In de jaren 1990 en 2000 was ook het interieur van vrijwel alle stellen besmeurd, vervuild en verloederd, vooral de kopcompartimenten. Reiniging vond slechts in beperkte mate plaats. Als proef werden daarom in september 2008 de stellen 13 en 30 van binnen voorzien van met kunst bedrukte folie die op de zij- en kopwanden werd aangebracht. Tevens werd de vloer grijs geschilderd (in plaats van bruin) en werden de blauwe kunststofbankjes opnieuw geverfd/gelakt. De wagens werden aan de buitenzijde niet aangepast en behielden hun zilver/oranje uiterlijk.
Na positieve resultaten van de proef werd begin 2009 besloten de overige 42 treinstellen met kunst te beplakken. In april 2009 werd metrostel 28 als eerste van kunst voorzien, waarbij tevens de deuren en onderzijde aan de buitenzijde blauw werden geschilderd en er aan de bovenzijde een blauwe bies met GVB-vignet werd aangebracht. Ook werd de vloer grijs geschilderd en werden de blauwe kunststofbankjes in een lichtere tint blauw geschilderd. Bij de laatst behandelde stellen (1 en 2) zijn de bankjes echter niet opnieuw geschilderd, en deze droegen nog de originele donkerblauwe kleur. In de zomer van 2010 werd de behandeling voltooid (met uitzondering van de niet rijvaardige stellen 6 en 11), waarbij tevens de proefstellen 13 en 30 alsnog de zilver/blauwe huisstijl gekregen hebben. Het interieur van de stellen zag er sindsdien weer netjes uit en door de keuze van de kunst bleef het ook netjes.

## Afvoer/Toekomst

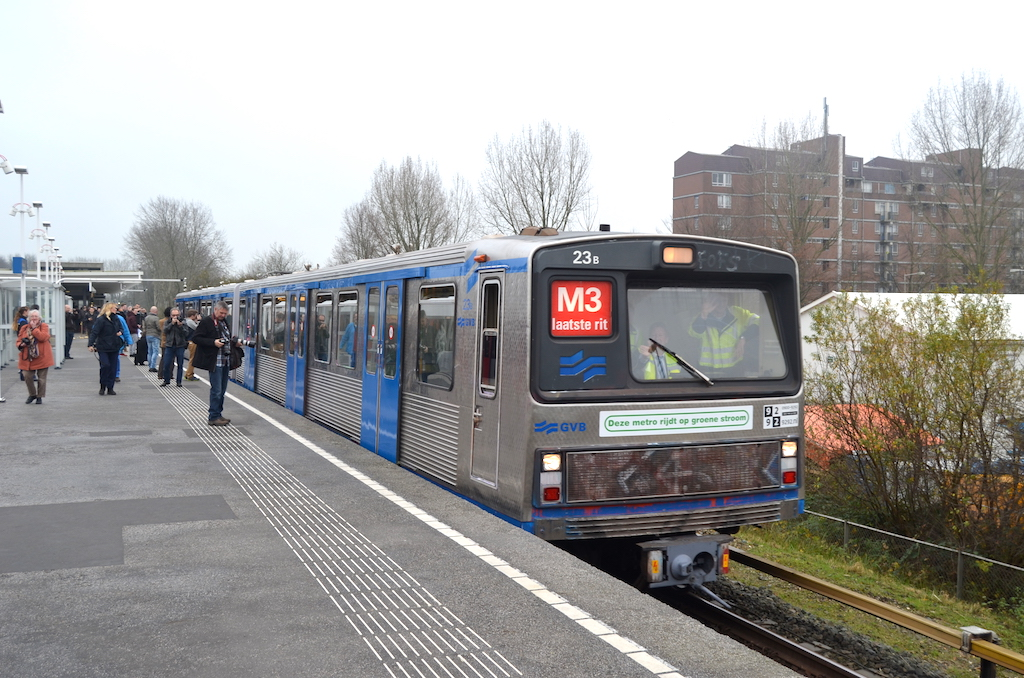
Metrotreinstel GVB nr. 23 op de laatste rit van het Amsterdamse LHB-metromaterieel type M1/M2/M3 vertrekt vanaf Station Gaasperplas; 19 december 2015. Foto: Erik Swierstra.

Met de instroom van type M5 heeft het GVB gefaseerd de M2/3 buiten dienst gesteld, mede om plaats te maken voor M5. Hierbij werden de Trein-TV-systemen van de Zilvermeeuwen overgezet op de nieuwe metro's; zo reden de eerste twee M5-metrotreinen met de Trein-TV-systemen van de afgevoerde stellen 6 en 11.
Door een gemeenteraadslid werd er voor gepleit, in plaats van sloop, tot hergebruik van een aantal oude Zilvermeeuwbakken tot kantoor, atelier, jeugdhonk of koffieshop. Dit is niet uitgevoerd. Ook een aanvankelijk plan om 10 stellen als mottenballenvloot en voor evenementenvervoer aan te houden is niet uitgevoerd.
De stellen 6 en 11 werden als eerste afgevoerd, stel 11 in november 2011, stel 6 in mei 2013. Vanaf augustus 2013 werd de rest van de stellen afgevoerd, en 3 december 2015 vertrok het een-na-laatste stel naar een sloperij in De Meern.

### Museumtreinstel
Op 9 november 2015 reed er voor het laatst een Zilvermeeuw in dienst. Op 19 december 2015 is er een afscheidsrit georganiseerd met stel 23. Dit was ook het metrostel waarmee op 14 oktober 1977 de openingsrit van de eerste metrolijn werd gereden, met Prinses Beatrix en Prins Claus. Stel 23 blijft bewaard als museumstel maar kan door het ontbreken van het nieuwe beveiligingssysteem echter niet meer worden ingezet. Op 1 april 2017 werd dit stel overgedragen aan de Stichting Beheer Collectie Amsterdam Vervoer Museum. Na enige tijd in de open lucht gestaan te hebben is het treinstel op 27 december 2018, eerst buiten en later binnen, opgesteld bij het Nederlands Transport Museum te Nieuw-Vennep, waar het (niet-rijvaardig) wordt opgeknapt.

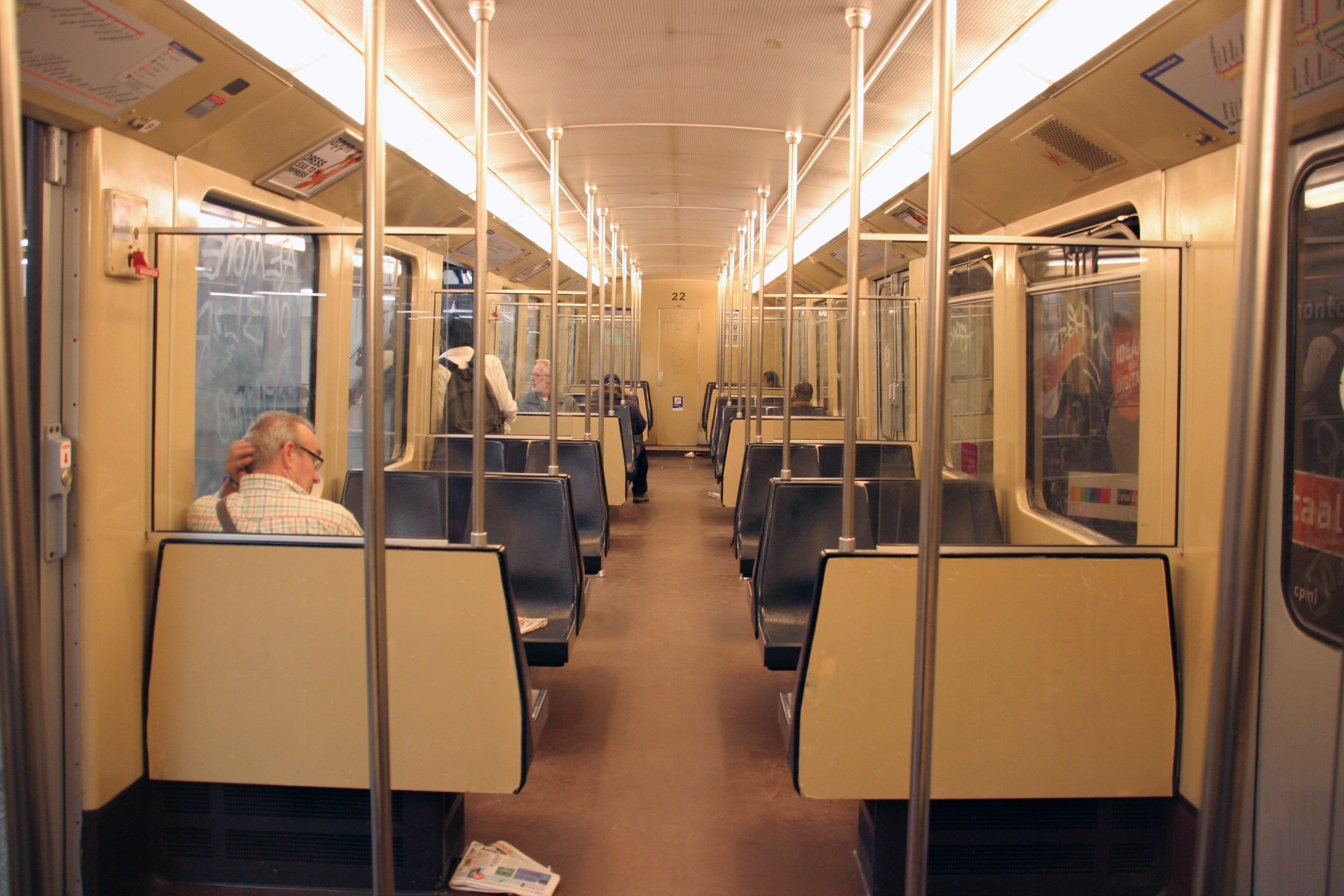
Interieur richting kop.
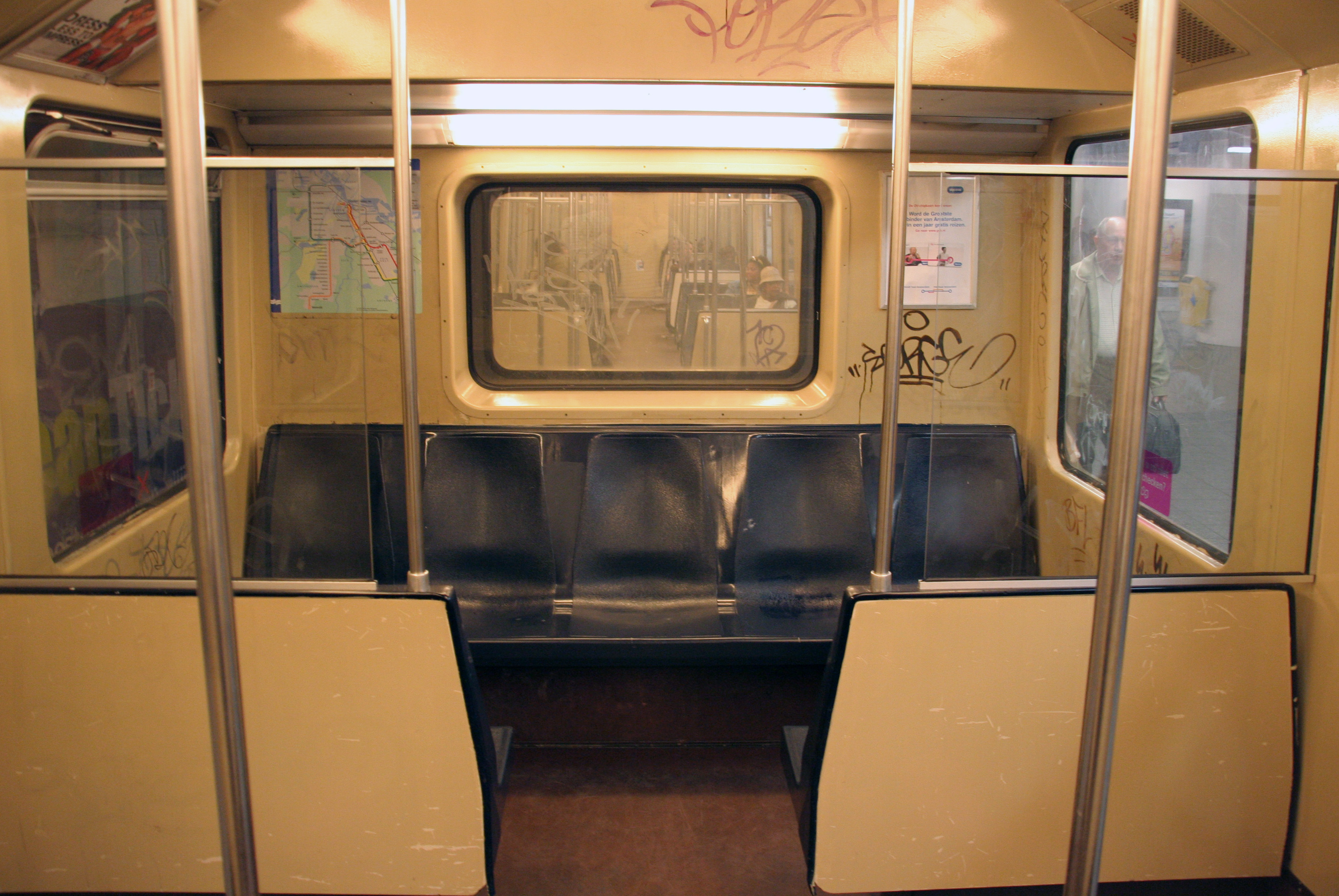
Doorkijk naar andere wagenbak.
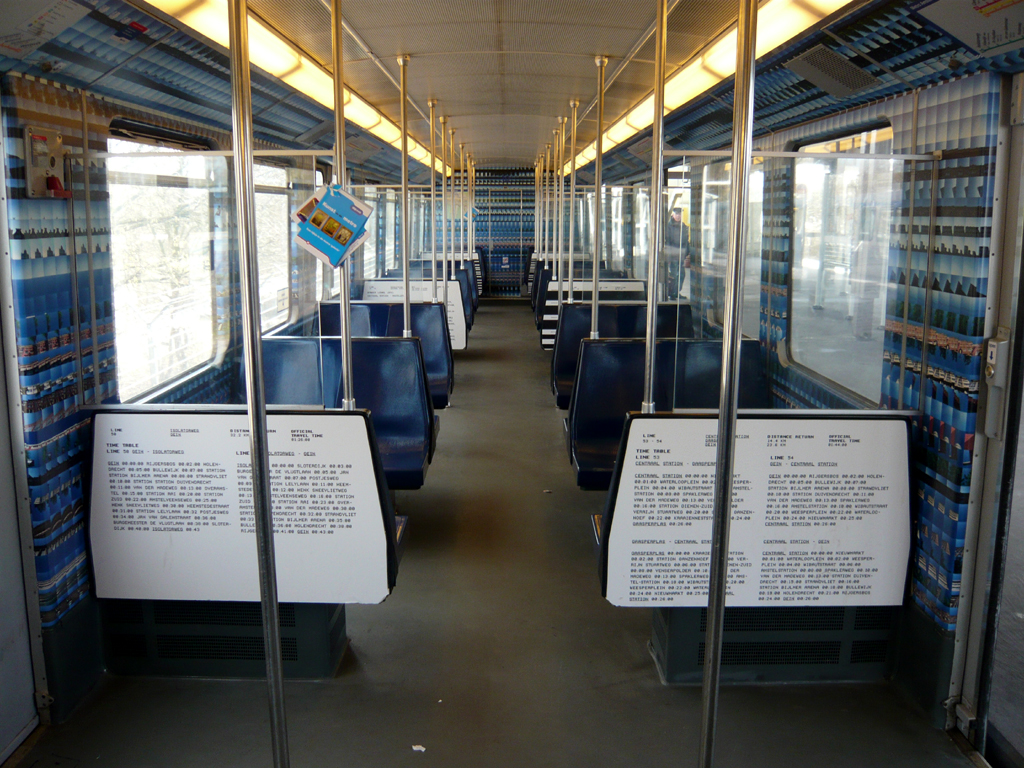
42 stellen werden vanaf 2008 voorzien van kunst.

#### Overzicht aanpassing interieur met kunst
| Stel | Type | Kleur buiten | Eerst gezien met kunst op | Ontwerp                                  | Kunstenaar                                            | Bijzonderheden | Afgevoerd                                                            |
| ---- | ---- | ------------ | ------------------------- | ---------------------------------------- | ----------------------------------------------------- | --- | -------------------------------------------------------------------- |
| 1    | M3   | Blauw        | 17 juli 2010              | Crystal Dream                            | Bart Nijstad                                          | In 1973 gebouwd als M1; in dienst na herbouw tot M3 in 1980 | Op 1 en 4 november 2013 afgevoerd voor sloop.                        |
| 2    | M3   | Blauw        | 4 augustus 2010           |                                          | Brian Kersbergen (ROYALSTEEZ)                         | idem | Op 21 mei 2015 afgevoerd voor sloop                                  |
| 3    | M3   | Blauw        | 16 februari 2010          | Blikverruiming                           | Sibe Jan Kramer en Fred Meijer                        | idem | Op 11 juni 2015 afgevoerd voor sloop.                                |
| 4    | M3   | Blauw        | 25 februari 2010          | Onbekend                                 | Steven Leijen                                         | idem | Op 21 februari 2014 afgevoerd voor sloop.                            |
| 5    | M2   | Blauw        | 11 juli 2009              | Levensreizen                             | Siba Sahibi                                           | | Op 6 maart 2014 afgevoerd voor sloop.                                |
| 6    | M2   | Oranje       | –                         | –                                        | –                                                     | Stond sinds 20 februari 2010 buiten dienst na een aanrijding met treinstel 32 op station Wibautstraat. De onbeschadigde bak was gedeeltelijk blauw geschilderd (gedeeltelijk blauwe deuren en bies).            | Op 14 mei 2013 afgevoerd voor sloop.                                 |
| 7    | M2   | Blauw        | 13 januari 2010           | Moloch & Gabriël                         | Niels Mathot                                          | In 2004 voorzien van blauwe deuren, met een rode bies onder (en geen bies boven). | Op 30 april 2015 afgevoerd voor sloop.                               |
| 8    | M2   | Blauw        | 5 oktober 2009            | De wonderlijke wereld in het grasveld    | Angela Koppers                                        | | Op 6 maart 2014 afgevoerd voor sloop.                                |
| 9    | M2   | Blauw        | 6 juli 2009               | Retrometro                               | Avantia Damberg                                       | In 2004 voorzien van blauwe deuren, met een blauwe bies boven en onder de deuren. | Op 30 januari 2014 afgevoerd voor sloop.                             |
| 10   | M2   | Blauw        | 23 oktober 2009           | Time capture, street level               | Daphne Heemskerk                                      | | Op 24 januari 2014 afgevoerd voor sloop.                             |
| 11   | M2   | Oranje       | –                         | –                                        | –                                                     | Stond sinds 7 april 2008 buiten dienst na een ontsporing bij Centraal Station. | Op 8 november 2011 als eerste stel afgevoerd voor sloop.             |
| 12   | M2   | Blauw        | 25 augustus 2009          | Hollandse metro                          | Roos Roelofsz                                         | | Op 3 december 2015 afgevoerd voor sloop.                             |
| 13   | M2   | Blauw        | 24 september 2008         | Thuis                                    | Elke Tangerman                                        | | Op 6 maart 2014 afgevoerd voor sloop.                                |
| 14   | M2   | Blauw        | 15 maart 2010             | Come wander with me                      | Sieger J. Duinkerken                                  | | Op 23 en 24 januari 2014 afgevoerd voor sloop.                       |
| 15   | M2   | Blauw        | 27 juli 2009              | Gamayun!                                 | Merel Barends                                         | | Op 29 oktober 2015 afgevoerd voor sloop.                             |
| 16   | M2   | Blauw        | 5 oktober 2009            | Beleving van de natuur                   | Gabriela Hengeveld                                    | | Op 11 juni 2015 afgevoerd voor sloop.                                |
| 17   | M2   | Blauw        | 4 augustus 2009           | Foto's van reizigers                     | Lard Buurman                                          | | Op 27 december 2013 afgevoerd voor sloop.                            |
| 18   | M2   | Blauw        | 26 september 2009         | It's a trip                              | Ida Buijs                                             | | Op 17 januari 2014 afgevoerd voor sloop.                             |
| 19   | M2   | Blauw        | 1 september 2009          | Hier is mijn hart                        | Ellen Hendrix                                         | | Op 21 februari 2014 afgevoerd voor sloop.                            |
| 20   | M2   | Blauw        | 5 oktober 2009            | Onbekend                                 | Joris Kuipers                                         | | Op 27 augustus 2015 afgevoerd voor sloop.                            |
| 21   | M2   | Blauw        | 18 september 2009         | Schaduwmetro                             | Marjet Wessels Boer                                   | | Op 5 maart 2015 afgevoerd voor sloop.                                |
| 22   | M2   | Blauw        | 1 september 2009          | You, Me and Everyone we don't know       | Chantal Erhardt                                       | | Op 15 en 16 augustus 2013 afgevoerd voor sloop.                      |
| 23   | M2   | Blauw        | 16 mei 2010               |                                          | Herman Lijmbach                                       | Op 1 april 2017 overgedragen aan de Stichting Beheer Collectie Amsterdam Vervoer Museum. Op 27 december 2018 overgebracht naar het Nederlands Transport Museum te Nieuw-Vennep. In 2023 opgeslagen in Aalsmeer. | Op 4 december 2015 als laatste bewaard gebleven als museumtreinstel. |
| 24   | M2   | Blauw        | 21 november 2009          | Landschapsportret Standvliet             | Olga Gorissen                                         | | Op 21 februari 2014 afgevoerd voor sloop.                            |
| 25   | M2   | Blauw        | 16 mei 2010               | Onbekend                                 | Brecht Duijf                                          | | Op 27 augustus 2015 afgevoerd voor sloop.                            |
| 26   | M2   | Blauw        | 13 mei 2010               | 'CLEVER°FRANKE'                          | Karin Pekelharing                                     | | Op 29 oktober 2015 afgevoerd voor sloop.                             |
| 27   | M2   | Blauw        | 3 juli 2009               | Blinde vlek                              | Jeroen Glas                                           | | Op 21 mei 2015 afgevoerd voor sloop                                  |
| 28   | M2   | Blauw        | 3 mei 2009                | Speels en vrolijk                        | Pieter Postma                                         | | Op 3 december 2015 afgevoerd voor sloop.                             |
| 29   | M2   | Blauw        | 13 mei 2010               | The Hooded Generation / Onbekend (B-bak) | Mandy Karagantecheff (A-bak) / Larisa Wiegant (B-bak) | | Op 5 maart 2015 afgevoerd voor sloop..                               |
| 30   | M2   | Blauw        | 24 september 2008         | Buitenwereld                             | Jetteke Ottevanger                                    | | Op 15 oktober 2015 afgevoerd voor sloop                              |
| 31   | M2   | Blauw        | 25 maart 2010             | Tuinenmetro                              | Harmke Koning                                         | | Op 22 en 26 augustus 2013 afgevoerd voor sloop.                      |
| 32   | M2   | Blauw        | 6 januari 2010            | Mystery Grand Tour                       | Anna Ostrowska (DHOLAB)                               | | Op 17 september 2015 afgevoerd voor sloop.                           |
| 33   | M2   | Blauw        | 6 januari 2010            |                                          | Vika Mitrichenka                                      | | Op 15 april 2014 afgevoerd voor sloop.                               |
| 34   | M2   | Blauw        | 6 juni 2009               | Bomenmotief                              | Vincent Zedelius & Anke Weis                          | | Op 17 september 2015 afgevoerd voor sloop.                           |
| 35   | M2   | Blauw        | 26 februari 2010          | Objects by Items                         | M. Moormann                                           | | Op 5 maart 2015 afgevoerd voor sloop.                                |
| 36   | M2   | Blauw        | mei 2010                  | Retrometro 2                             | Dinand Daling                                         | | Op 25 maart 2015 afgevoerd voor sloop.                               |
| 37   | M2   | Blauw        | 16 februari 2010          | Onbekend                                 | Cindy Schriekenburg                                   | | Op 3 december 2015 afgevoerd voor sloop.                             |
| 38   | M3   | Blauw        | 25 augustus 2009          | De gedachtentrein                        | Ingrid Roberts                                        | In 2004 voorzien van blauwe deuren, met een blauwe bies boven en onder de deuren. | Op 25 maart 2015 afgevoerd voor sloop.                               |
| 39   | M3   | Blauw        | 22 juni 2009              | Diamond & Gangster                       | Viola Renate de Koeyer                                | | Op 15 oktober 2015 afgevoerd voor sloop                              |
| 40   | M3   | Blauw        | april 2010                | Ondergronds Amsterdam                    | Martin Bruining & Marieke Vromans (Buro Buurvrouw)    | | Op 30 april 2015 afgevoerd voor sloop.                               |
| 41   | M3   | Blauw        | juni 2010                 |                                          | Pauline Teunissen & Anneloes van den Bergh            | | Op 1 augustus 2013 afgevoerd voor sloop.                             |
| 42   | M3   | Blauw        | juli 2010                 | Onbekend (A-bak) / Onbekend (B-bak)      | Onbekend (A-bak) / 'Onbekend (B-bak)                  | | Op 16 januari 2015 afgevoerd voor sloop.                             |
| 43   | M3   | Blauw        | 13 juli 2010              | Destination: Mumbai C.S.T.               | Jorn van Eck                                          | | Op 10 juli 2014 afgevoerd voor sloop.                                |
| 44   | M3   | Blauw        | 9 juli 2010               | Onbekend                                 | Berndnaut Smilde                                      | | Op 28 maart 2014 afgevoerd voor sloop.                               |